# آبنوس‌وار
آبنوس‌وار (به انگلیسی: Ebonising) فرآیندی برای تیره‌کردن چوب است که به آن ظاهری شبیه آبنوس می‌دهد، از این رو نام این تکنیک را آبنوس‌وار گذارده‌اند.
این تکنیک به ویژه برای پیانو و مبلمان خوب استفاده می‌شود.

## تاریخچه
در حالی که سوابق کمی از اختراع آبنوس‌وار وجود دارد، اما در طول دورۀ مدرن اولیه در میان طبقات بالا محبوبیت داشت، به خصوص زمانی که چوب آبنوس کمیاب بود. در قرن نوزدهم، آبنوس‌وار رایج شد زیرا آبنوس دیگر به اندازۀ کافی برای تأمین تقاضای بازار انبوه برای مبلمان جدید نبود.

## فرآیندها
این تکنیک از فرآیندی از آهن حل شده در سرکه به عنوان عامل تیره‌کننده استفاده می‌کند. استات آهن که در نتیجۀ واکنش تشکیل می‌شود با تانن (جوهر مازو) موجود در چوب واکنش می‌دهد و مادۀ سیاه رنگی را تشکیل می‌دهد که در بالای چوب پوسته می‌کند. از آنجایی که چوب‌های سخت دارای محتوای تانن بالاتری هستند، چوب‌های راحت‌تری برای آبنوس‌وار کردن هستند. با این حال، چوب‌های نرم را می‌توان با خیساندن آن‌ها با چای (که دارای محتوای تانن بالایی است) و سپس استفاده از محلول، آبنوس‌وار کرد.